# アゼルバイジャンの建築
アゼルバイジャンの建築（アゼルバイジャンのけんちく、アゼルバイジャン語: Azərbaycan memarlığı）では、アゼルバイジャンにおける建築の発展について述べる。
アゼルバイジャンの建築は東洋と西洋の特徴が混ざり合っていることが多い。現代のアゼルバイジャンでもシルヴァンシャー宮殿と乙女の塔といった古代の建築が城壁都市バクーの城内に残っている。中世の建築はシルヴァンシャー宮殿のほかにも中央北部のシャキのシャキ・ハーン宮殿、アブシェロン半島のスラカニー寺院、アラス川にかかるいくつかの橋、およびいくつかの大霊廟が残っている。19世紀から20世紀初期まで、歴史に残るほどの建築は少なかったが、バクーなどでは特色のある住居が建てられた。それ以降の時期ではバクー地下鉄が豪勢な装飾で知られている。アゼルバイジャンの都市計画や建築は都市建築物および建築の国家委員会（Azərbaycan Respublikası Dövlət Şəhərsalma və Arxitektura Komitəsi）の規制を受けている。

## 20世紀の建築
バクー政庁の建設工事は1934年に始まったが、第二次世界大戦の勃発により工事が中止、1945年に終戦を迎えると工事が再開した。工事は1952年に完了した。
ミルザ・ファトフ・アリー・アーホンドザーデの名前を冠するミルザ・ファトフ・アリー・アーホンドザーデ・アゼルバイジャン国立図書館は1961年に建てられた。建築家のミカイル・ヒュセイノフによって設計されたこの図書館はカフカース地方最大の図書館として知られている。
アゼルバイジャン大統領宮殿は1977年から1986年まで、フアド・オルジョフ（Fuad Orujov、プロジェクト・マネジャー）、タヒル・アラーヴェルディエフ（Tahir Allahverdiyev、建築家）、マダト・カラーフォフ（Madat Khalafov、設計者）によって建造された。大統領宮殿は12階建ての建物で、外壁は大理石と花崗岩で覆われている。
シャキ（1968年）、オルドゥバド、シュシャ、バクー旧市街（いずれも1977年）、ラヒジュの集落（1980年）、ナルダラン村（1992年）、シャブランの町、ダヴァチ（Dəvəçi）地域（2002年）、イリス（Ilisu）村、ガフ地域（2002年）、アルパチャイ川岸、オルドゥバド地域（2002年）、チラッガラ塔（Chiraggala tower）、キシュ（Kish）村（2002年）、ハジュガブル地域（2004年）などがアゼルバイジャン建築の歴史保護区として認定を受けている。

### 高層ビル
1990年代末期、高層ビルアゼルバイジャンの首都バクーに現れるようになった。最も著名な摩天楼はフレイム・タワーズ、Port Baku Towers、トランプ・インターナショナル・ホテル・アンド・タワー、アズール（Azure）、SOCARタワーなどであり、ほかには三日月建設計画が進行中で完成後はバクーで最も高い建物となる予定である。

## 21世紀の建築

### フレイム・タワーズ
アゼルバイジャンには火の国という別称がある。そのため、アゼルバイジャン国内では火の象徴が多く使われており、フレイム・タワーズもその一例である。高さは182メートルでアゼルバイジャン最高であり、面積は235,000平方メートルである。フレイム・タワーズは3つの塔で構成されており、ホテル、住宅、オフィスが入居している。建築は2007年に始まり、2012年に完成した。2013年、MIPIMから「最も良いホテルと観光地」の賞を受けている。

### ヘイダル・アリエフ・センター
2007年、イギリスの建築家ザハ・ハディッドがヘイダル・アリエフ・センターの設計者に選ばれた。ヘイダル・アリエフ・センターは現代バクーのシンボルの1つとされる。15.93ヘクタールの面積を持つセンターはその設計に直線が全く使われず、建物の線条は過去と未来の融合を示すという。センターの設計には当時バクーでよくみられる、ソビエト連邦式の設計からの脱却を目指し、アゼルバイジャンの文化の感情および未来指向という国の楽観さを示す、という目的があった。

### バクー・クリスタル・ホール
バクー・クリスタル・ホールはユーロビジョン・ソング・コンテスト2012の会場として使用するために建設された多目的ホールである。2011年8月2日、アルピネ・バウ・ドイッチュラントAG（Alpine Bau Deutschland AG）というドイツの建築会社との契約締結が発表された。ホールの建設は2012年4月16日に完成した。最大25,000名収容でき、VIPルームも設けている。ホールの照明はドイツから購入した投光器2,500台、ケーブル3,000メートル以上を使用した。発光ダイオードがホールの窓、合計1,300平方メートル以上の面積に置かれた。

### バクー・オリンピックスタジアム
バクー・オリンピックスタジアムの建設は大統領イルハム・アリエフ、FIFA会長ゼップ・ブラッター、UEFA会長ミシェル・プラティニの主導のもと、2011年6月6日に始まった。スタジアムの開幕式は2015年3月6日に行われた。バクー・オリンピックスタジアムはアゼルバイジャン最大のスタジアムであり、最大68,700人収容できる。このスタジアムはStadiumDBにより世界中で7番目に良いスタジアムに選ばれている。スタジアムの建設はトルコのテックフェン社が請負した。近くにはホテル、駐車スペース（3,617台分）、緑地（81,574平方メートル）も設けられた。

### 国立ジムナスティクスアリーナ
国立ジムナスティクスアリーナは9,000人を収容でき、ヘイダル・アリエフ高速道路（Heydar Aliyev highway）上にあるコログル駅（Koroghlu）の近くに位置する。収容人数は行事によって5,000人から9,000人の間で変動する。

## ギャラリー

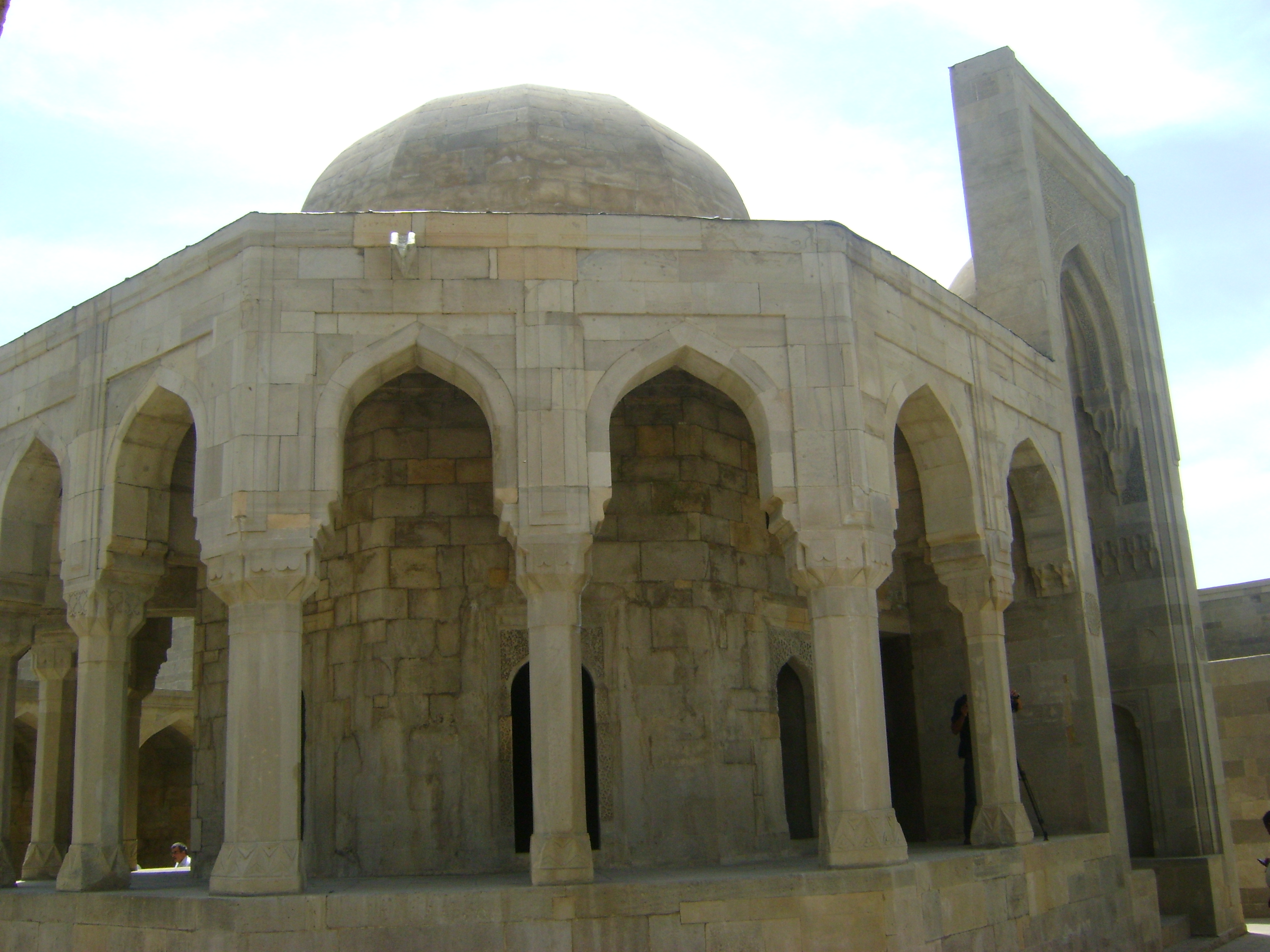
ディヴァンカナ（Divankhana）
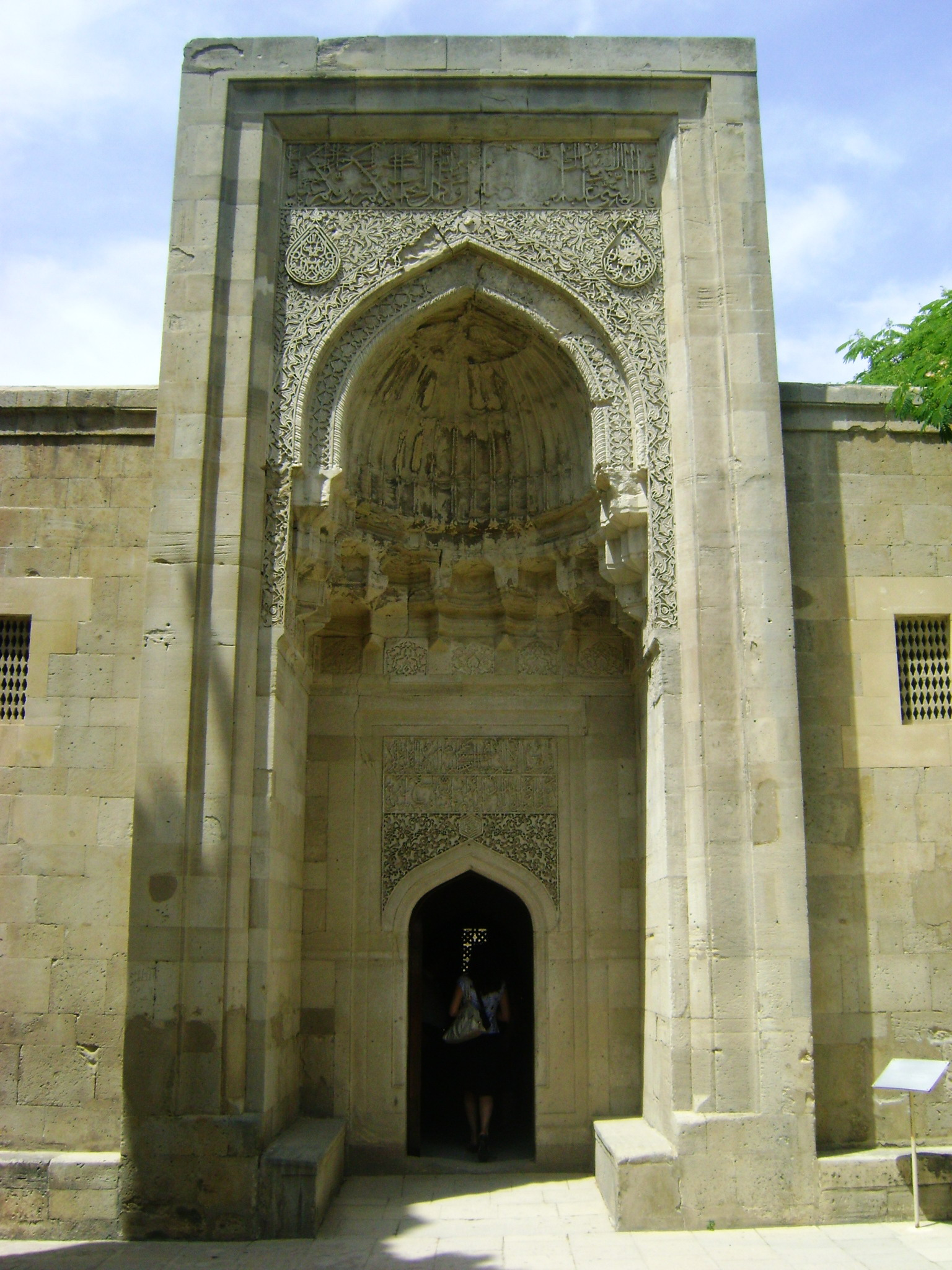
シルヴァンシャーの墓
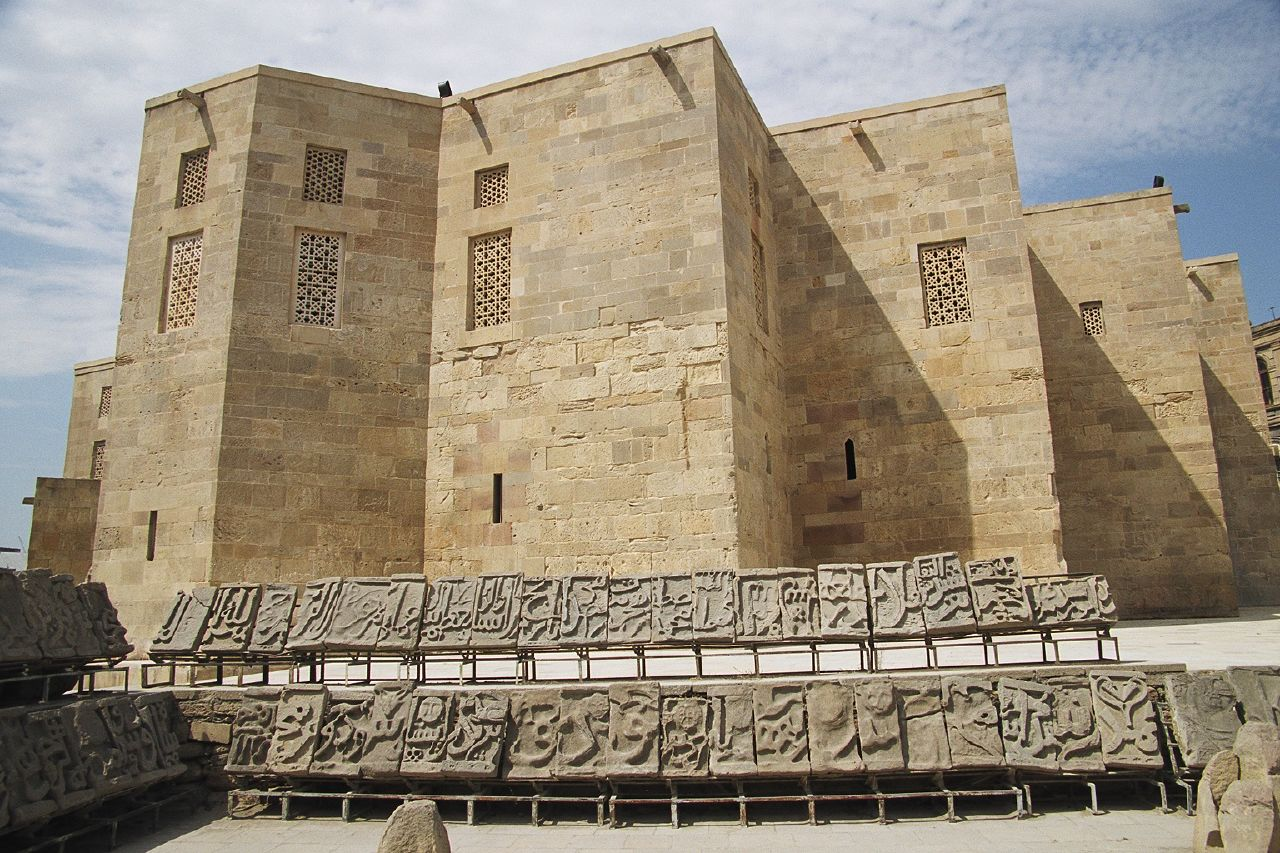
シルヴァンシャー宮殿
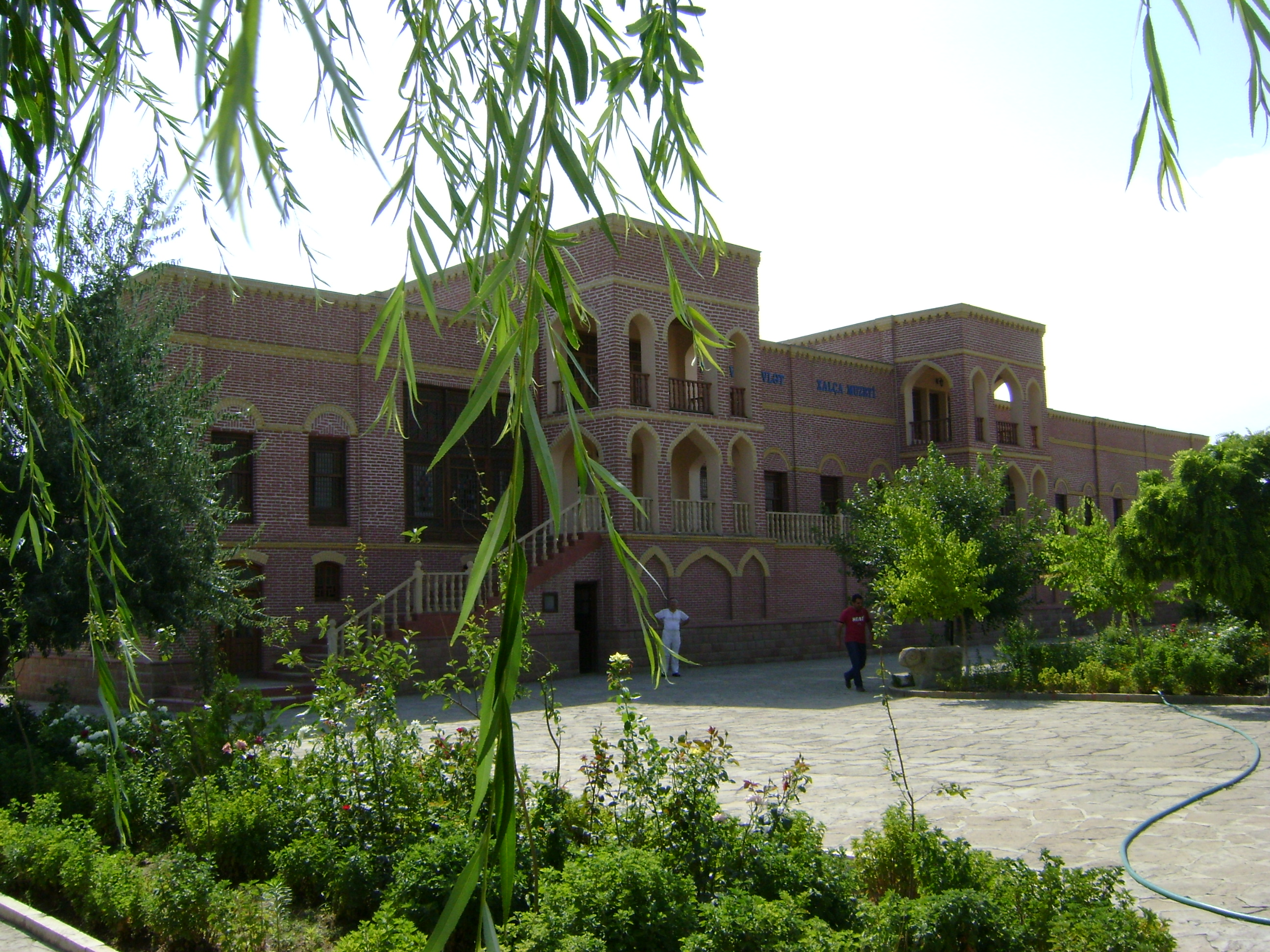
ナヒチェヴァン・ハーン宮殿（英語版）、ナヒチェヴァン市
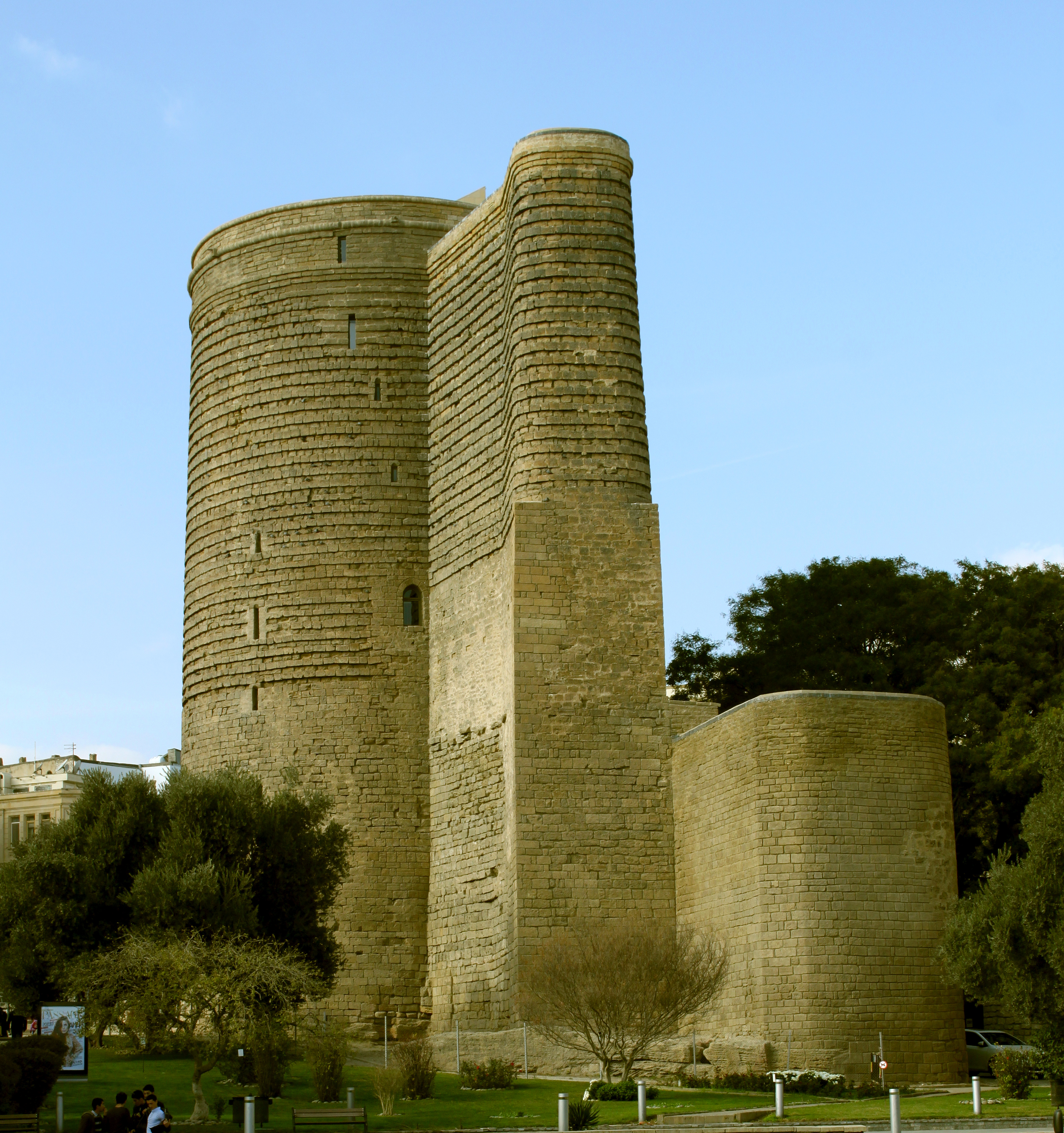
バクーの乙女の塔
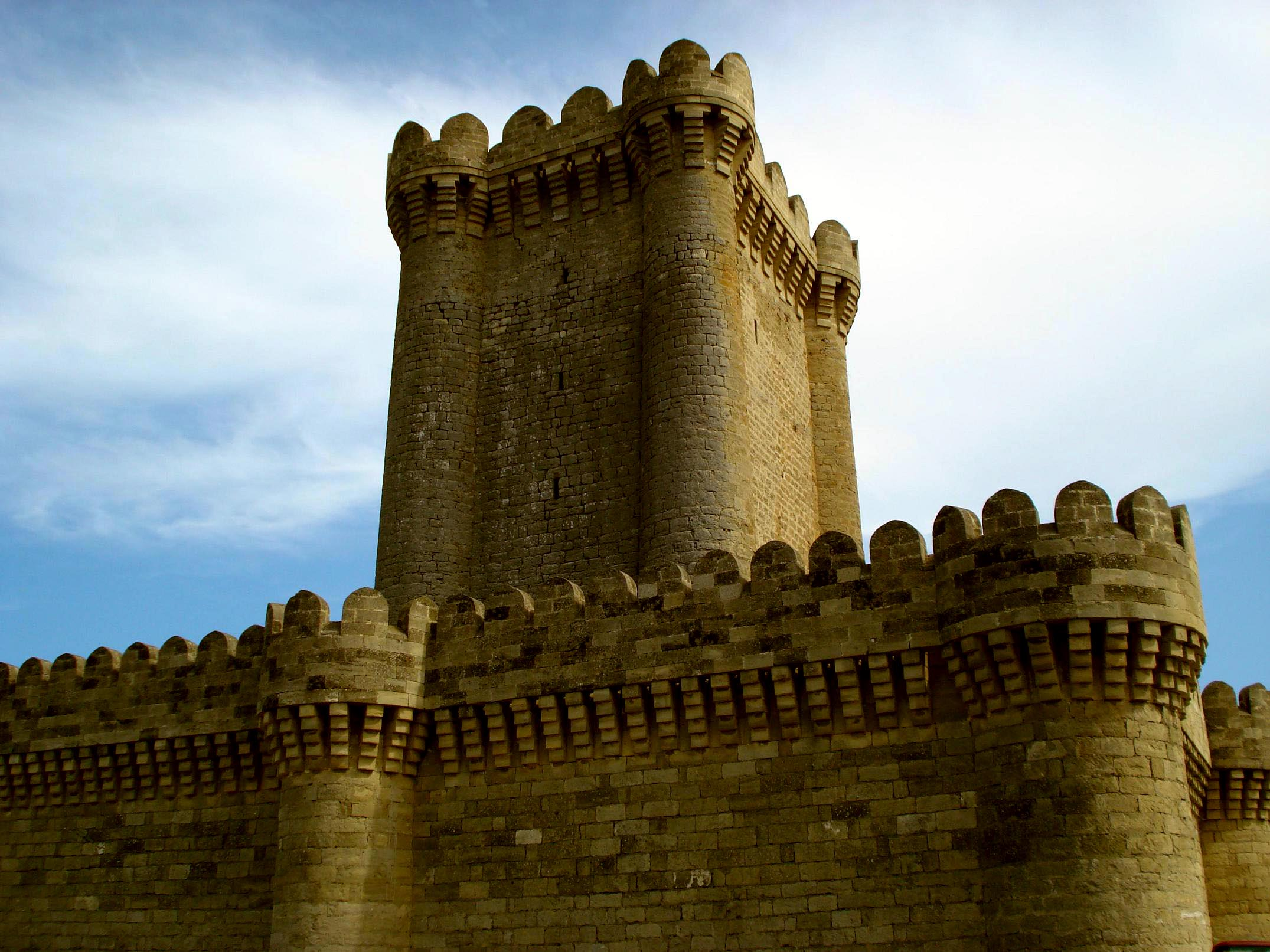
マルダカンの四角城（英語版）
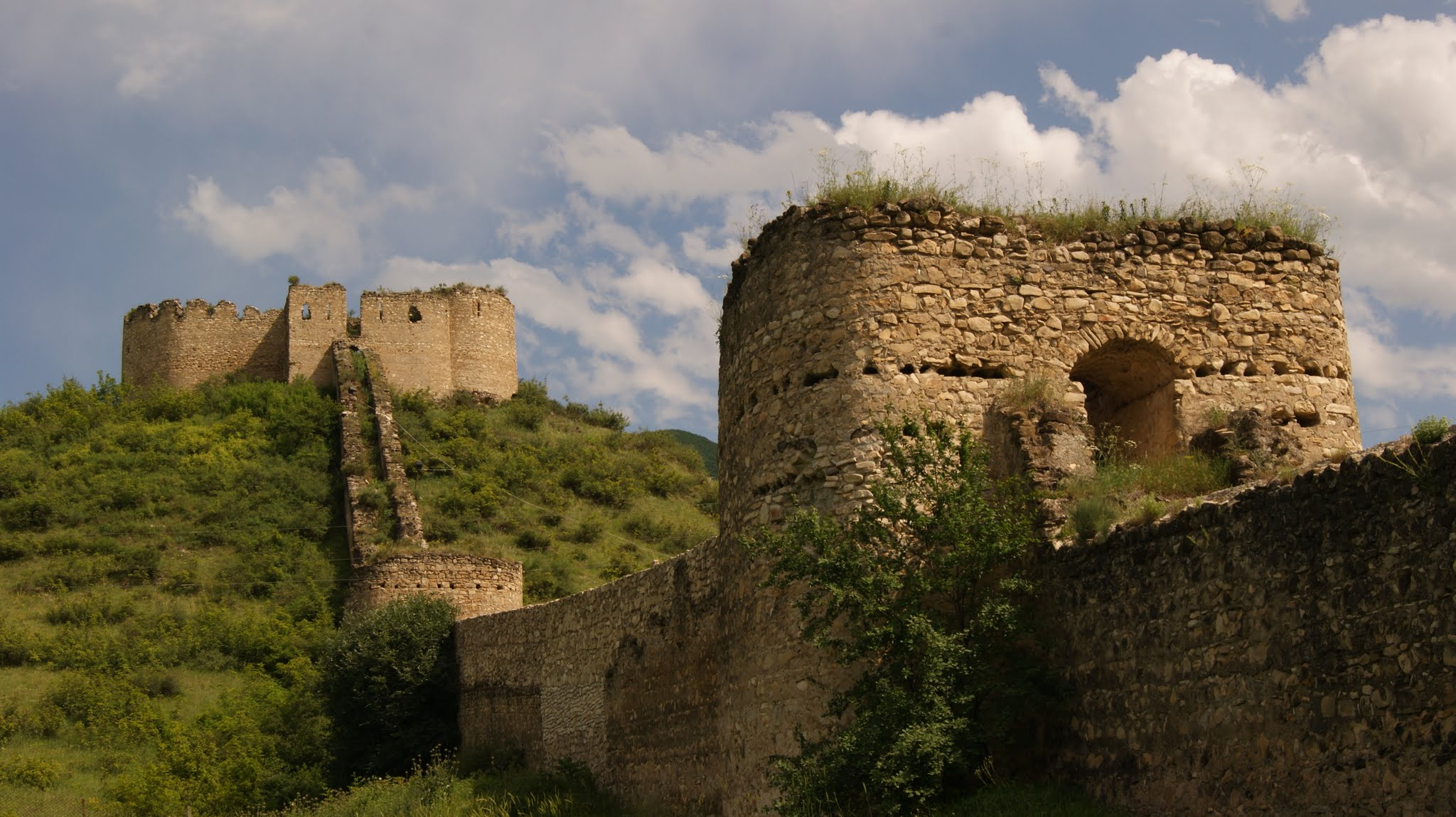
アスケラン要塞（英語版）
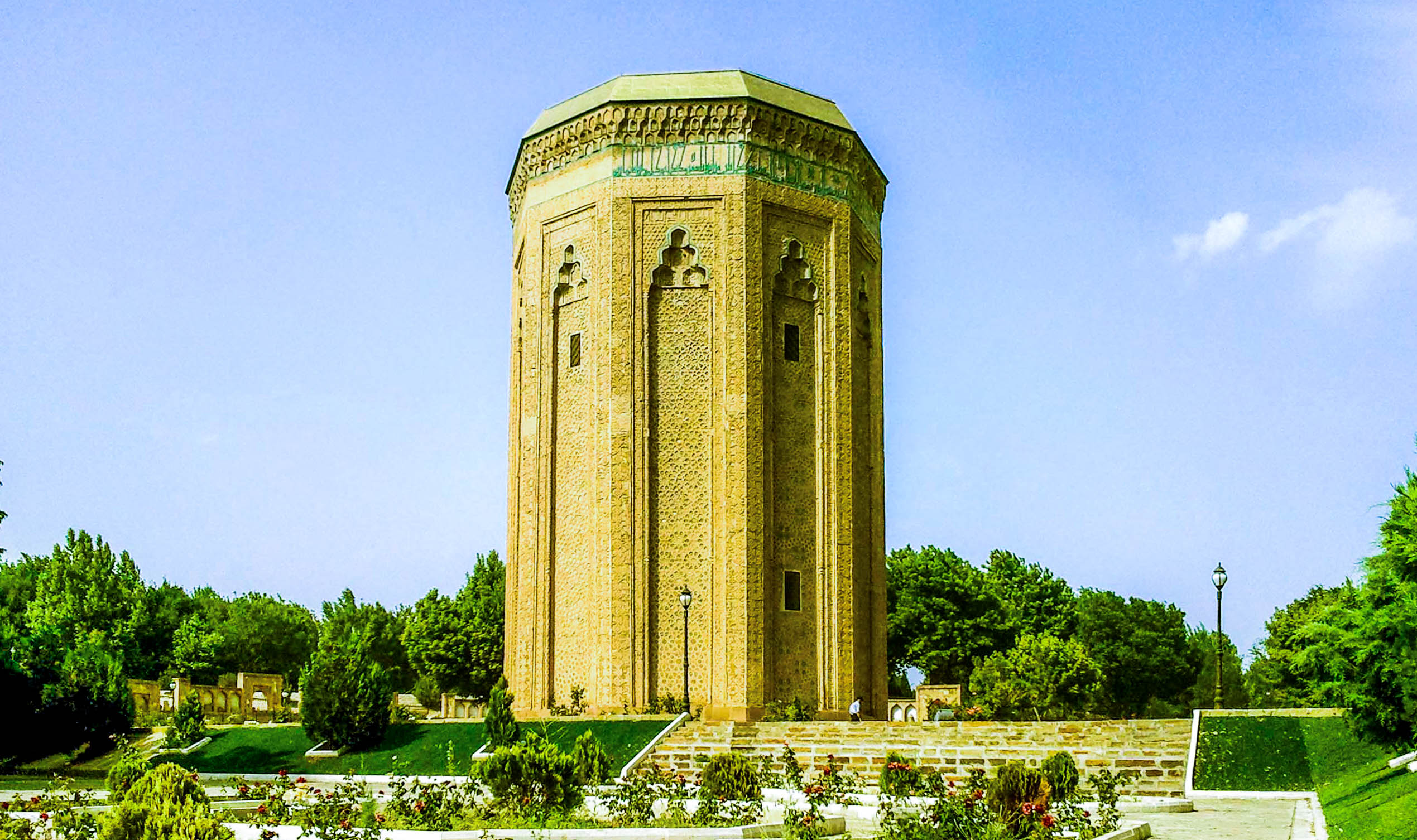
Momine Khatun Mausoleum
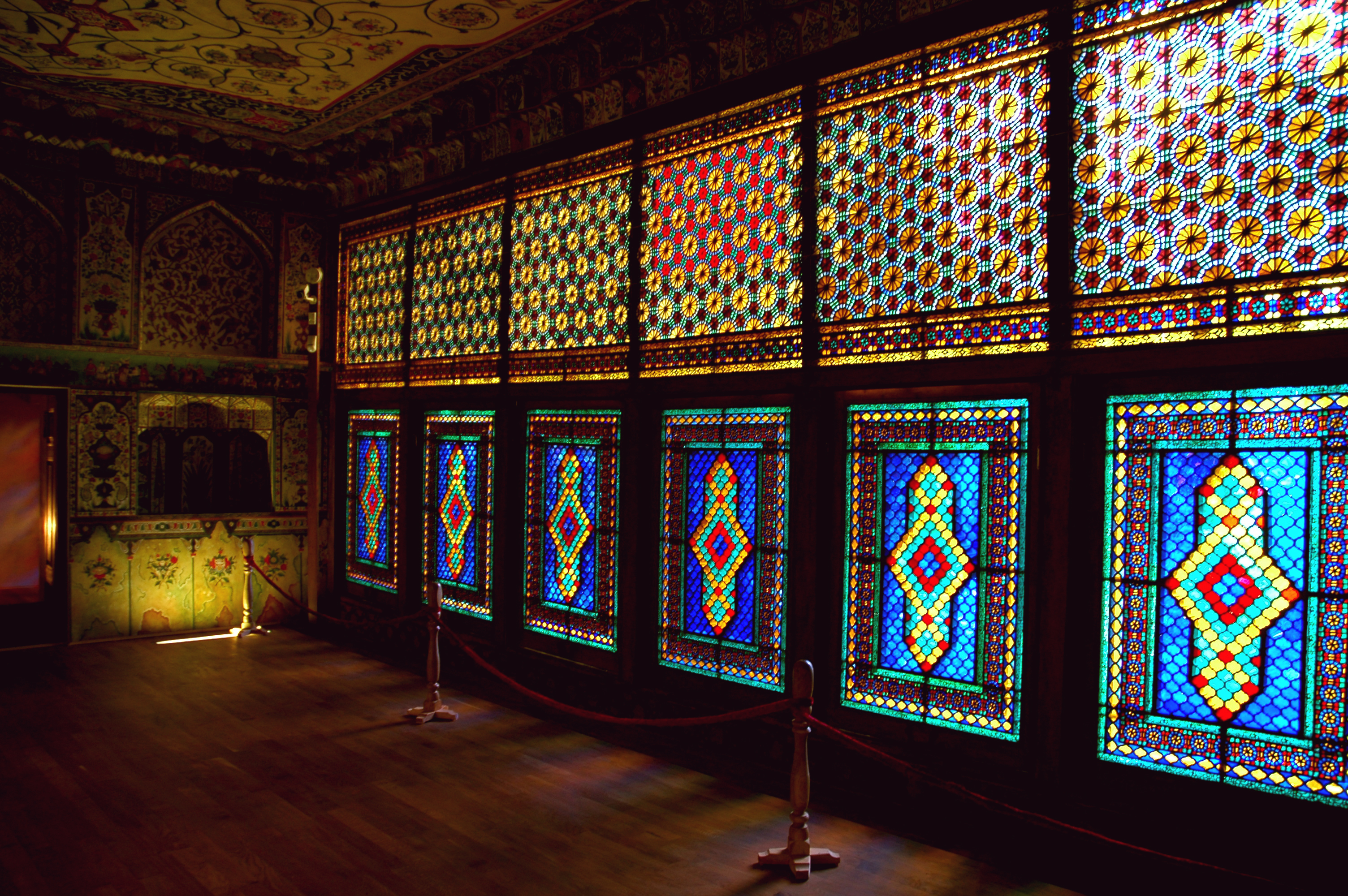
シャキ・ハーン宮殿（英語版）
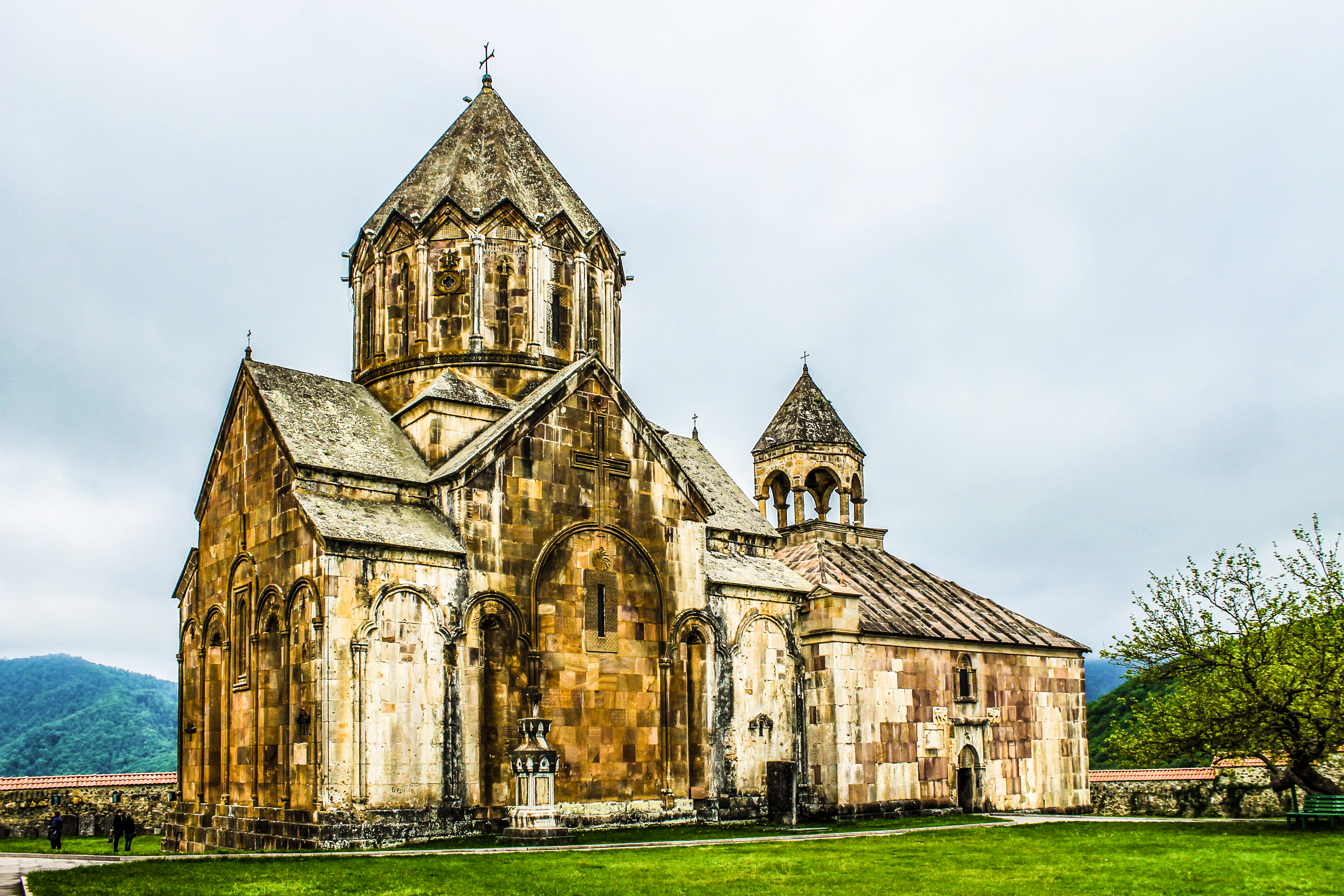
ガンザサール修道院（英語版）、キャルバジャル（英語版）
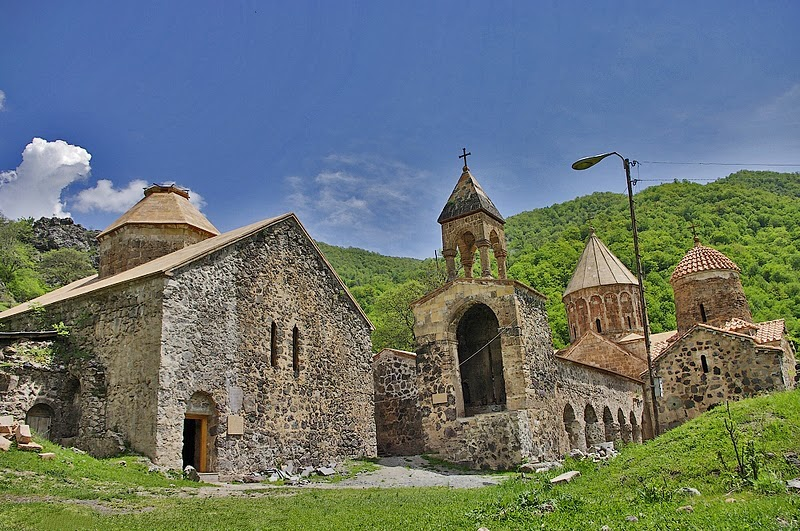
ダディヴァンク（英語版）修道院
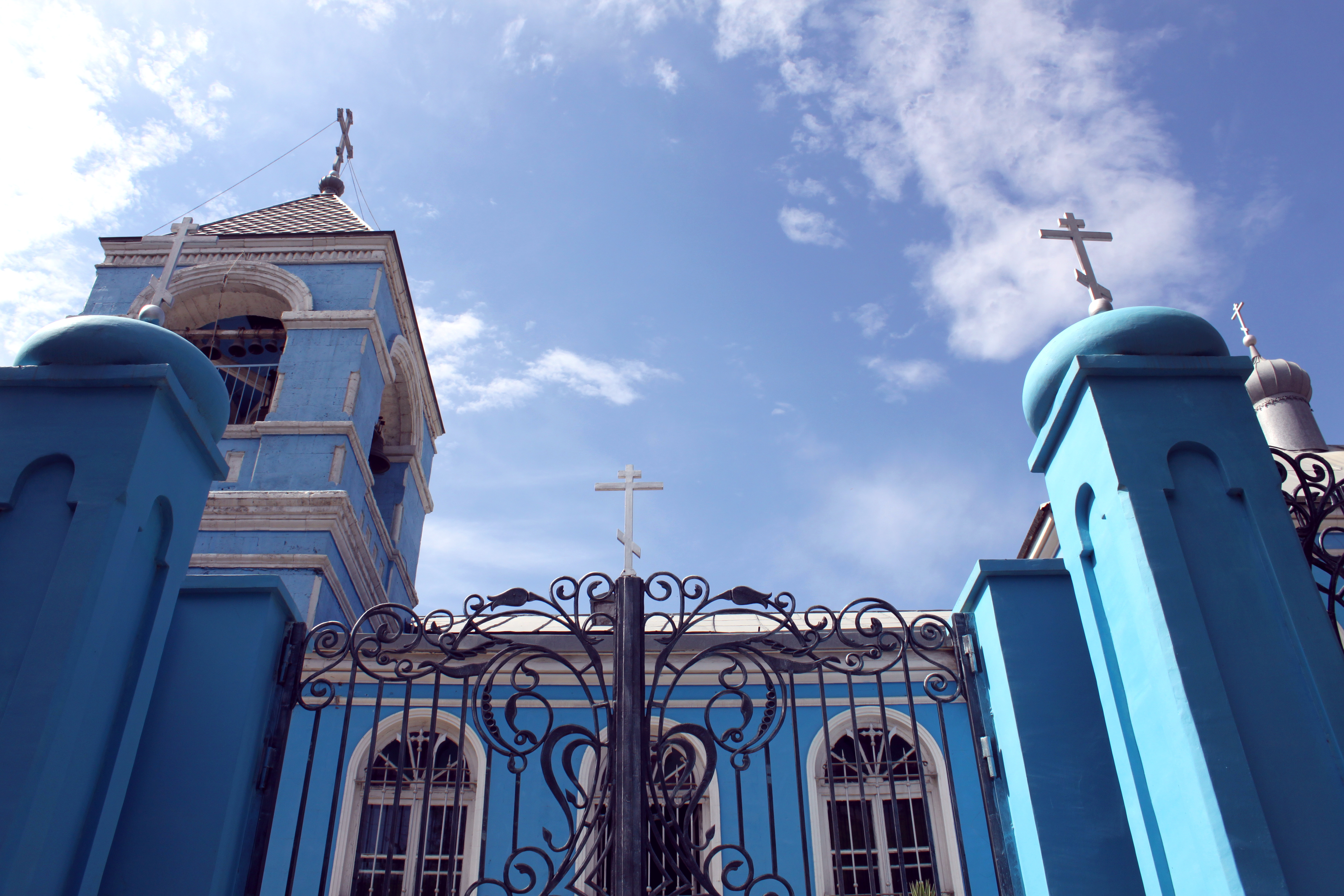
聖ミカイル大天使正教会（Orthodox Church of Saint Michael Archangel）
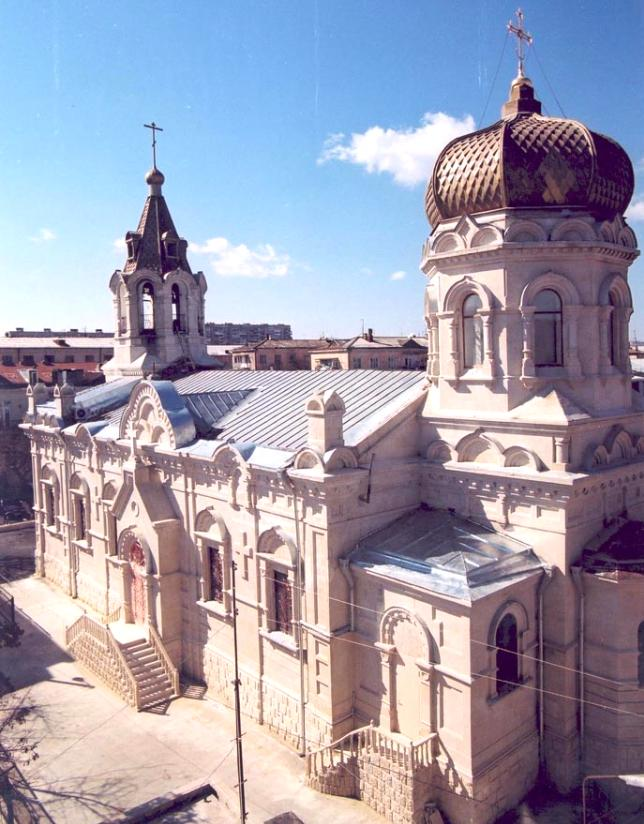
聖携香女聖堂（英語版）
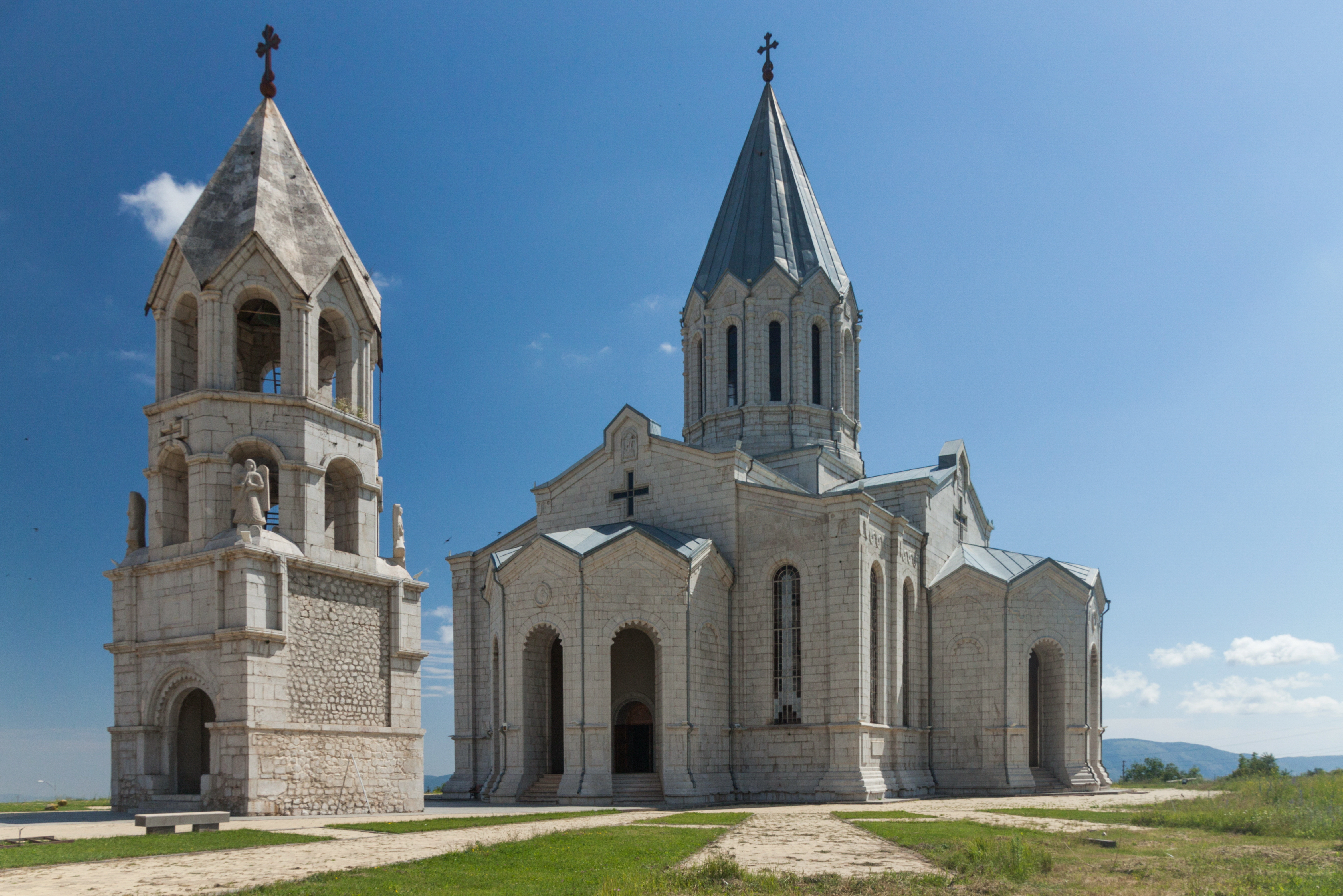
アルメニア教会のGhazanchetsots Cathedral、シュシャ（英語版）
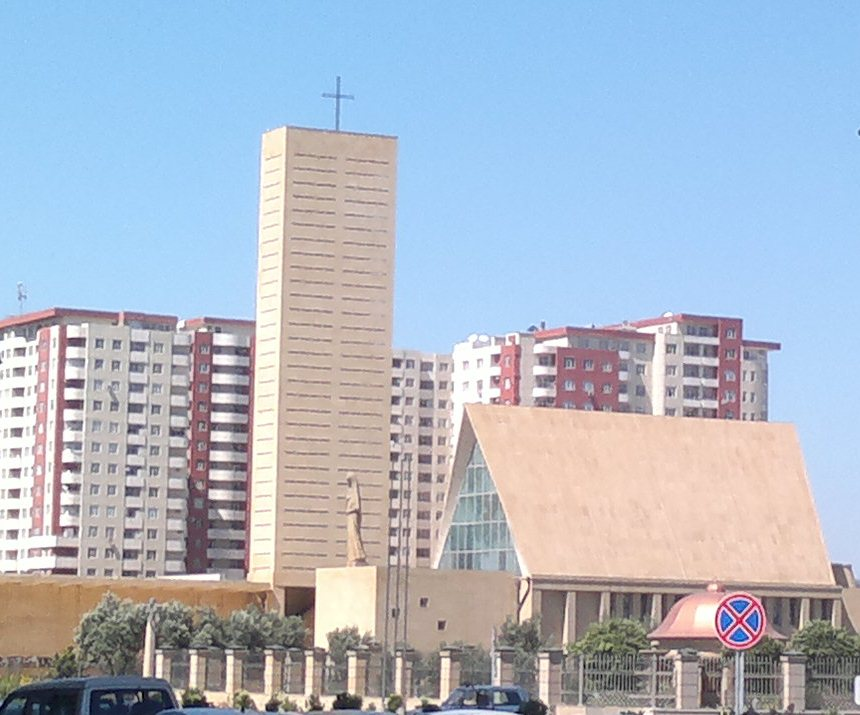
無原罪懐胎教会（英語版）
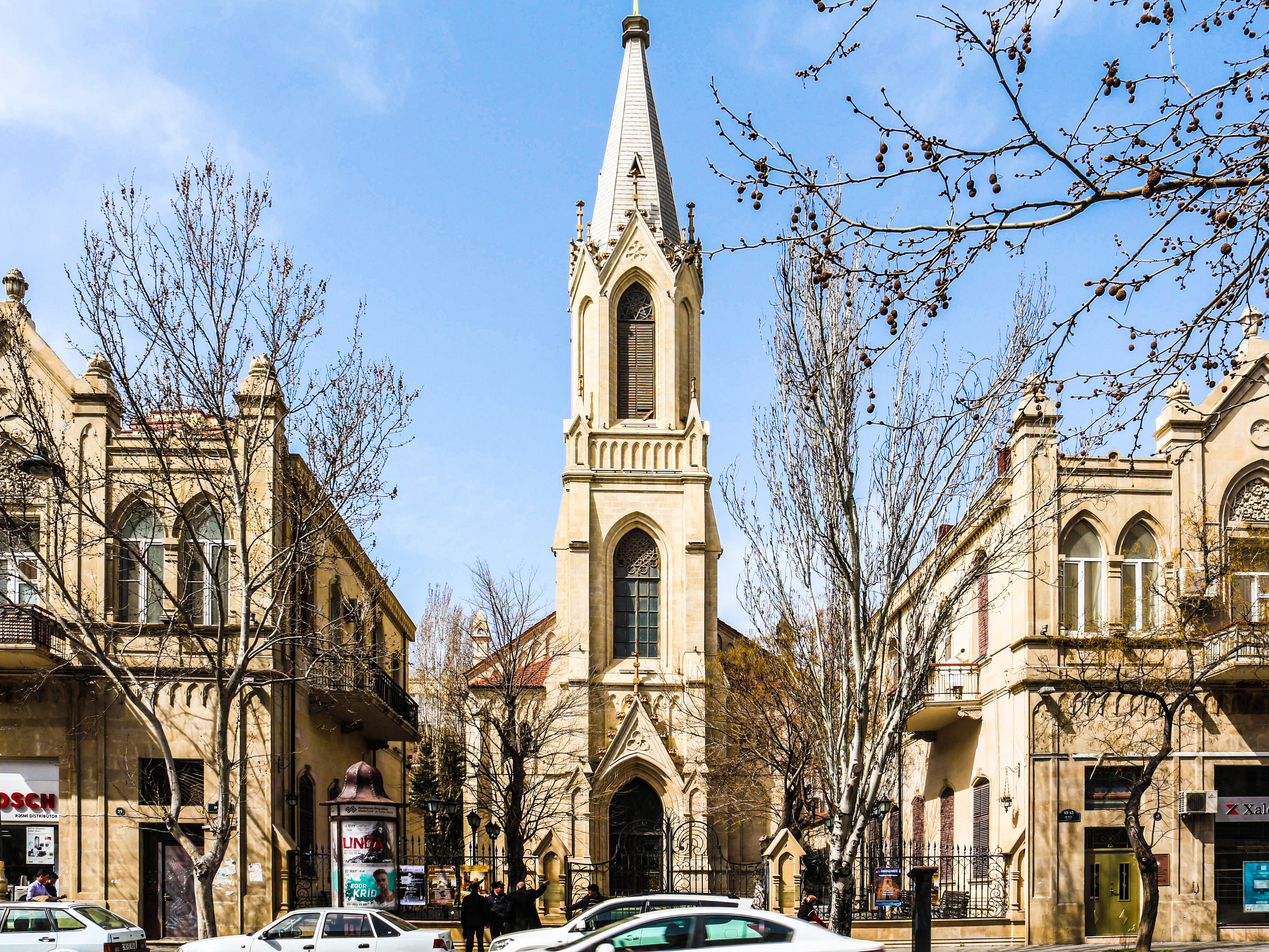
ルーテル教会の救世主聖堂（英語版）
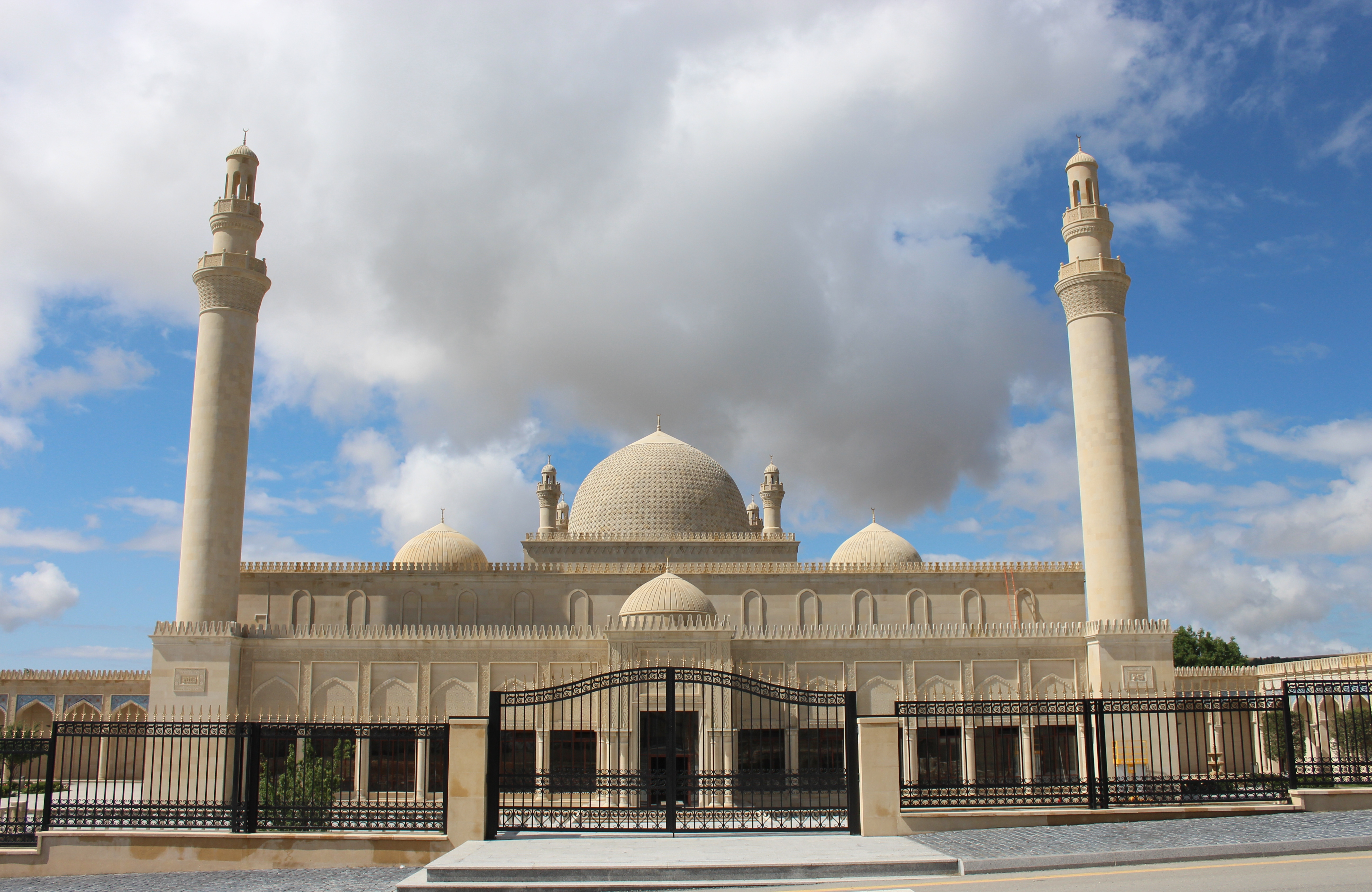
金曜モスク（英語版）
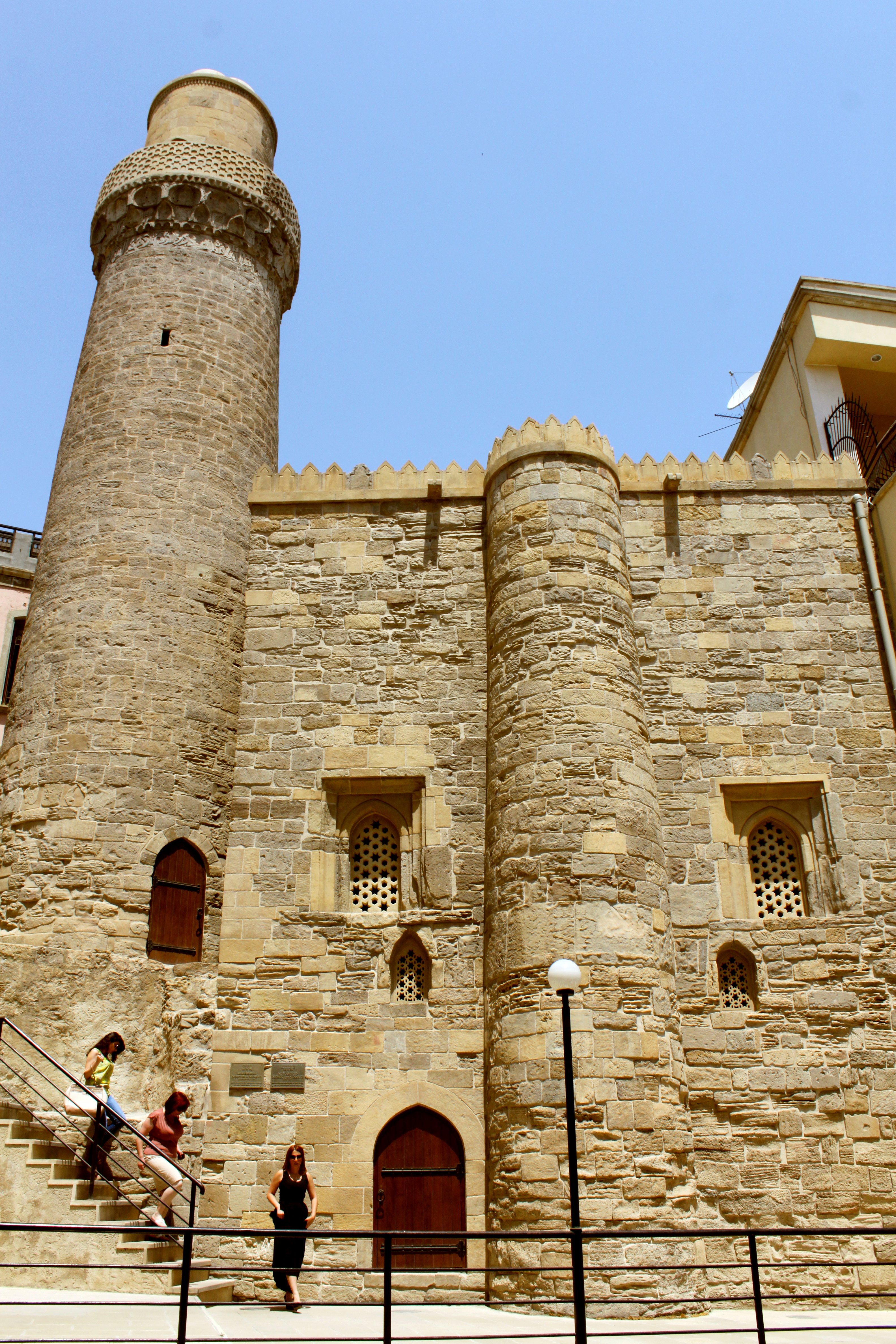
ムハンマド・モスク（英語版）
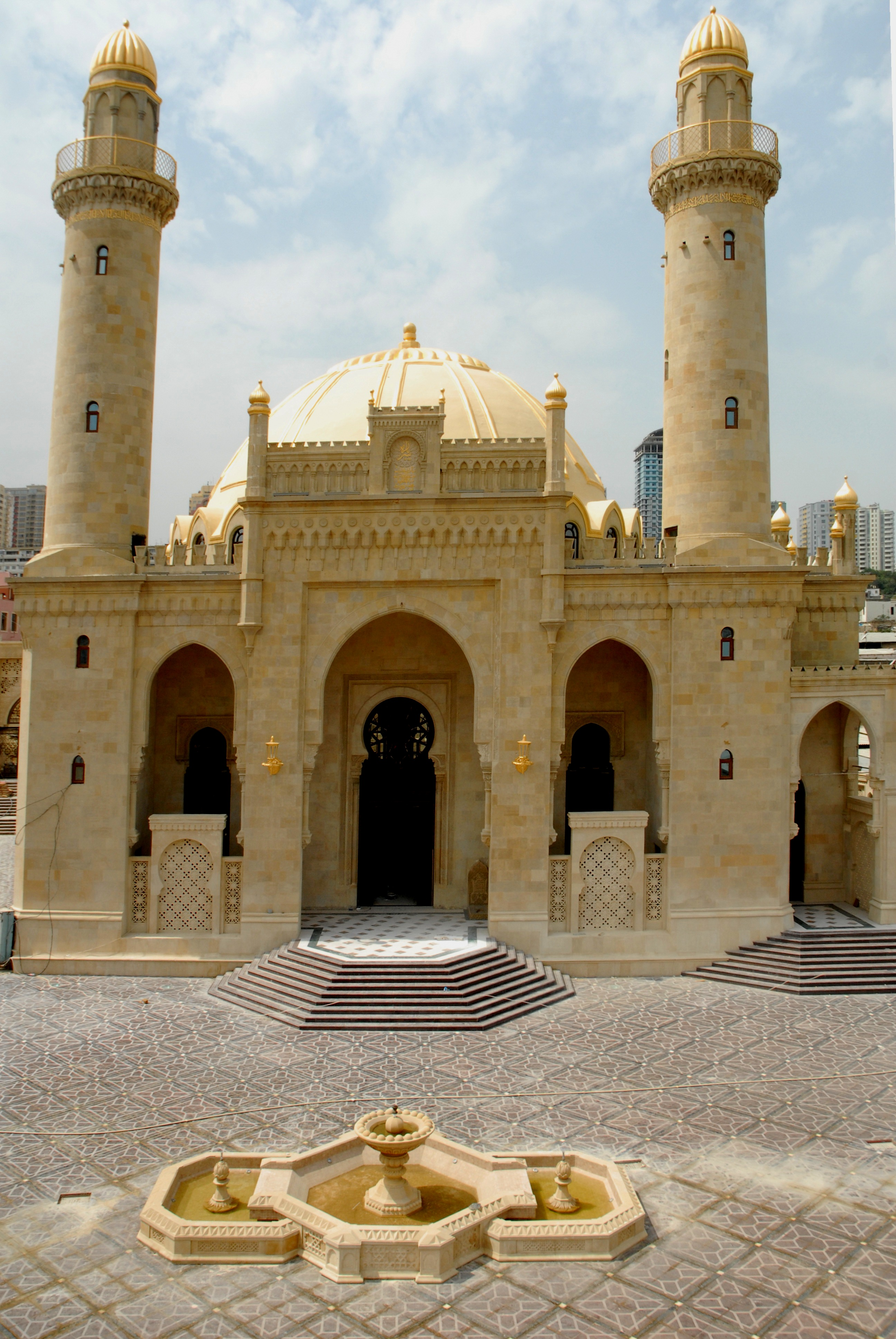
タザ・ピル・モスク（英語版）
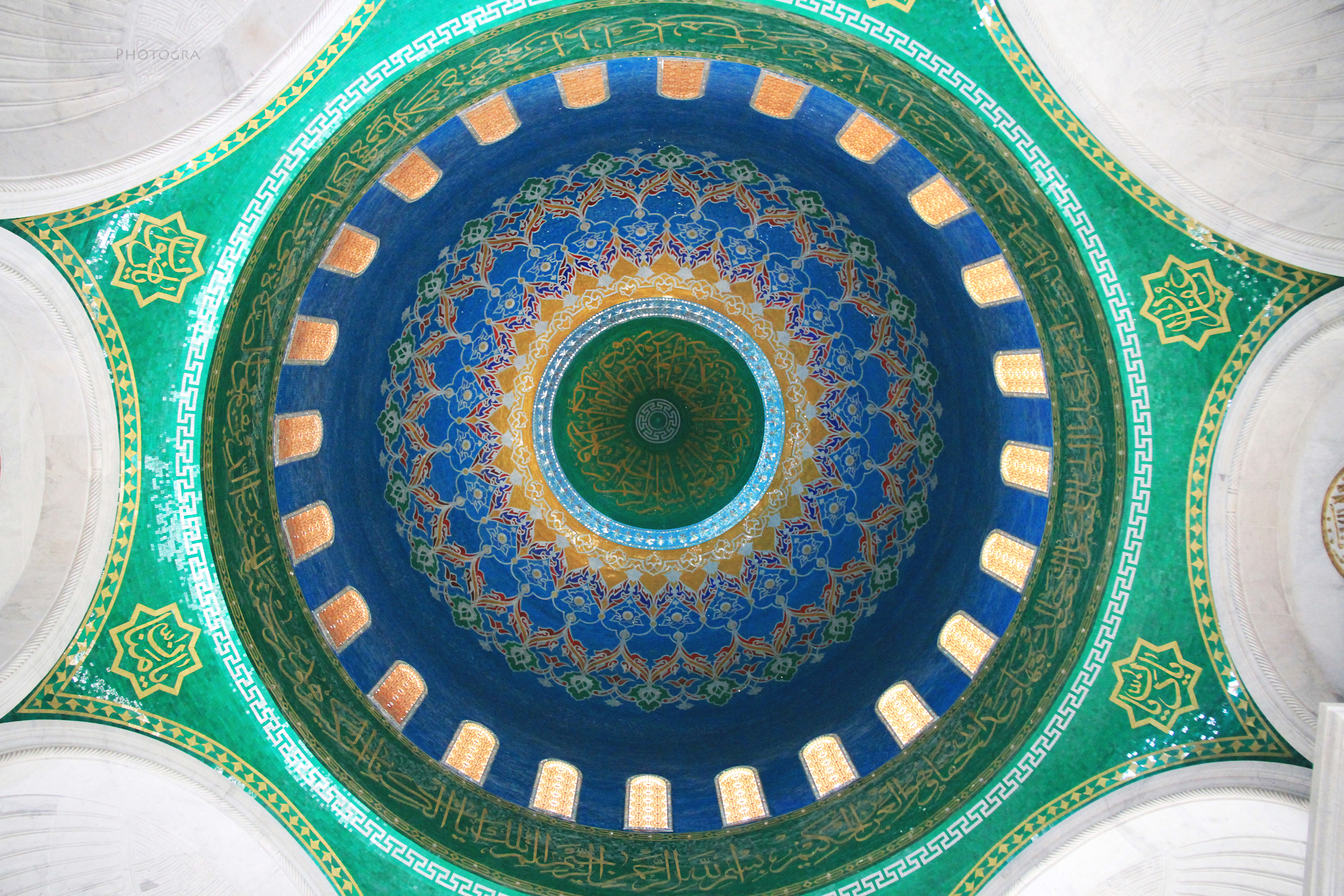
ビビヘイバット・モスク（英語版）のドーム
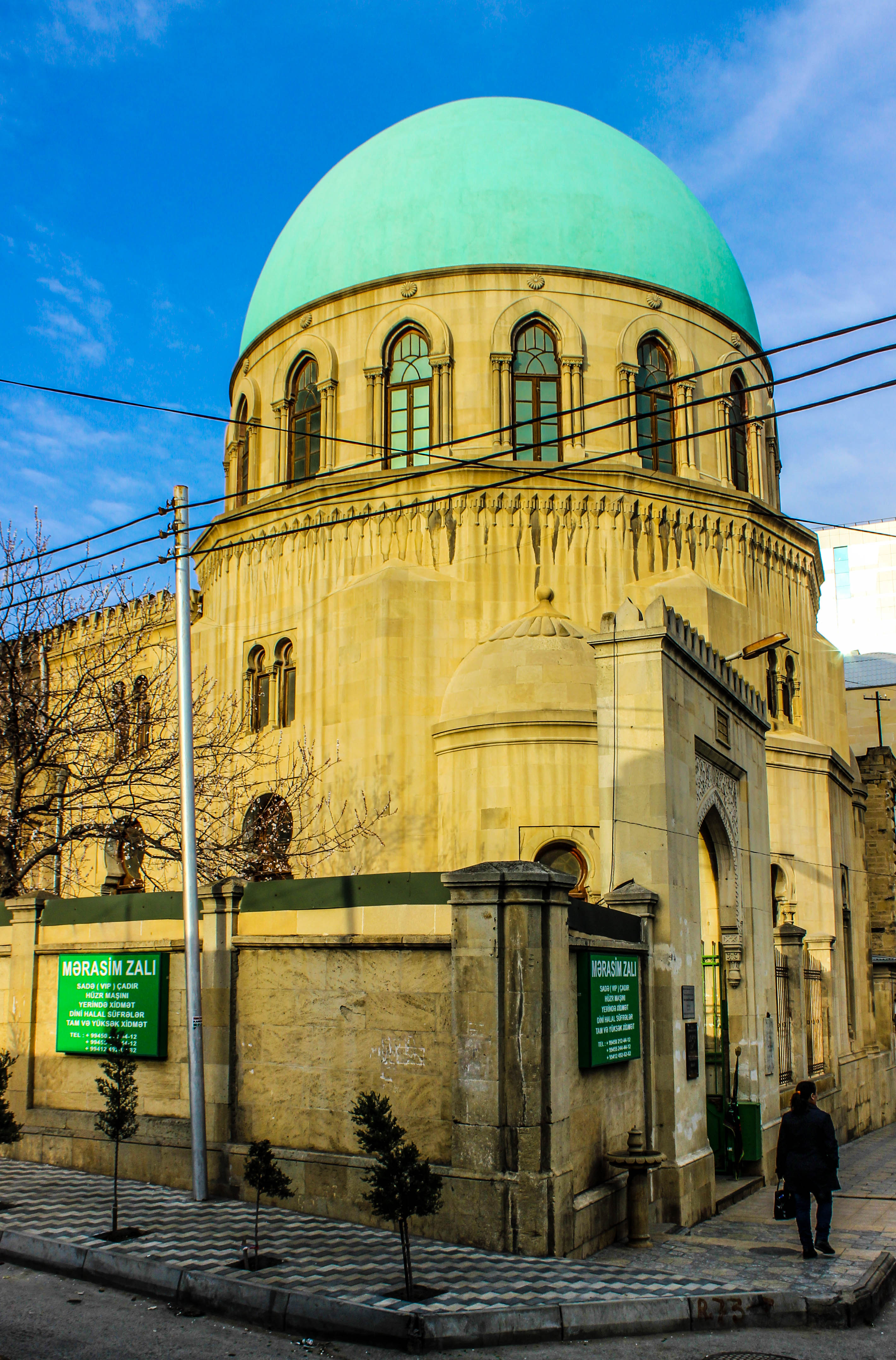
ハジ・スルタナリ・モスク（Haji Sultanali Mosque）
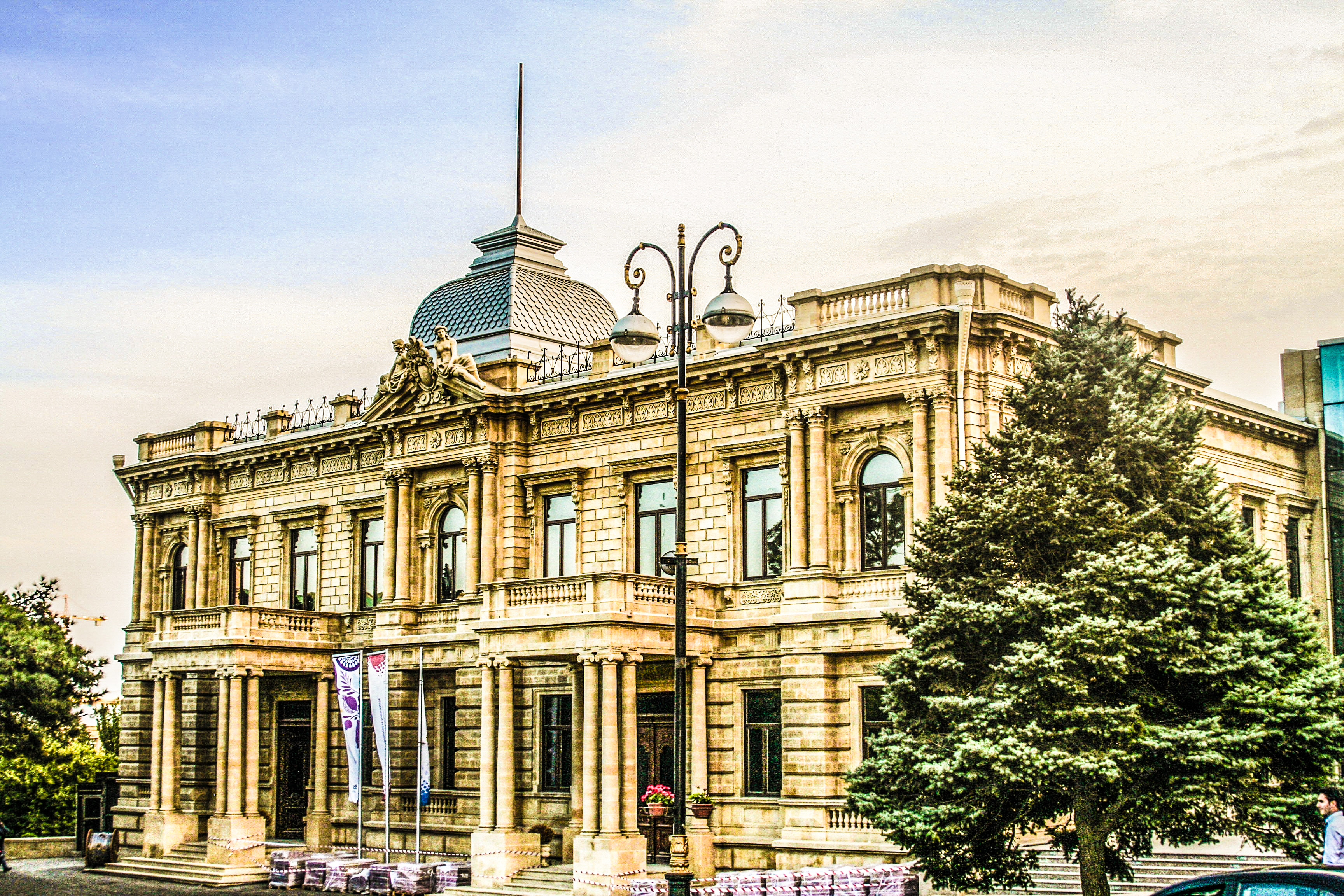
アゼルバイジャン国立美術館
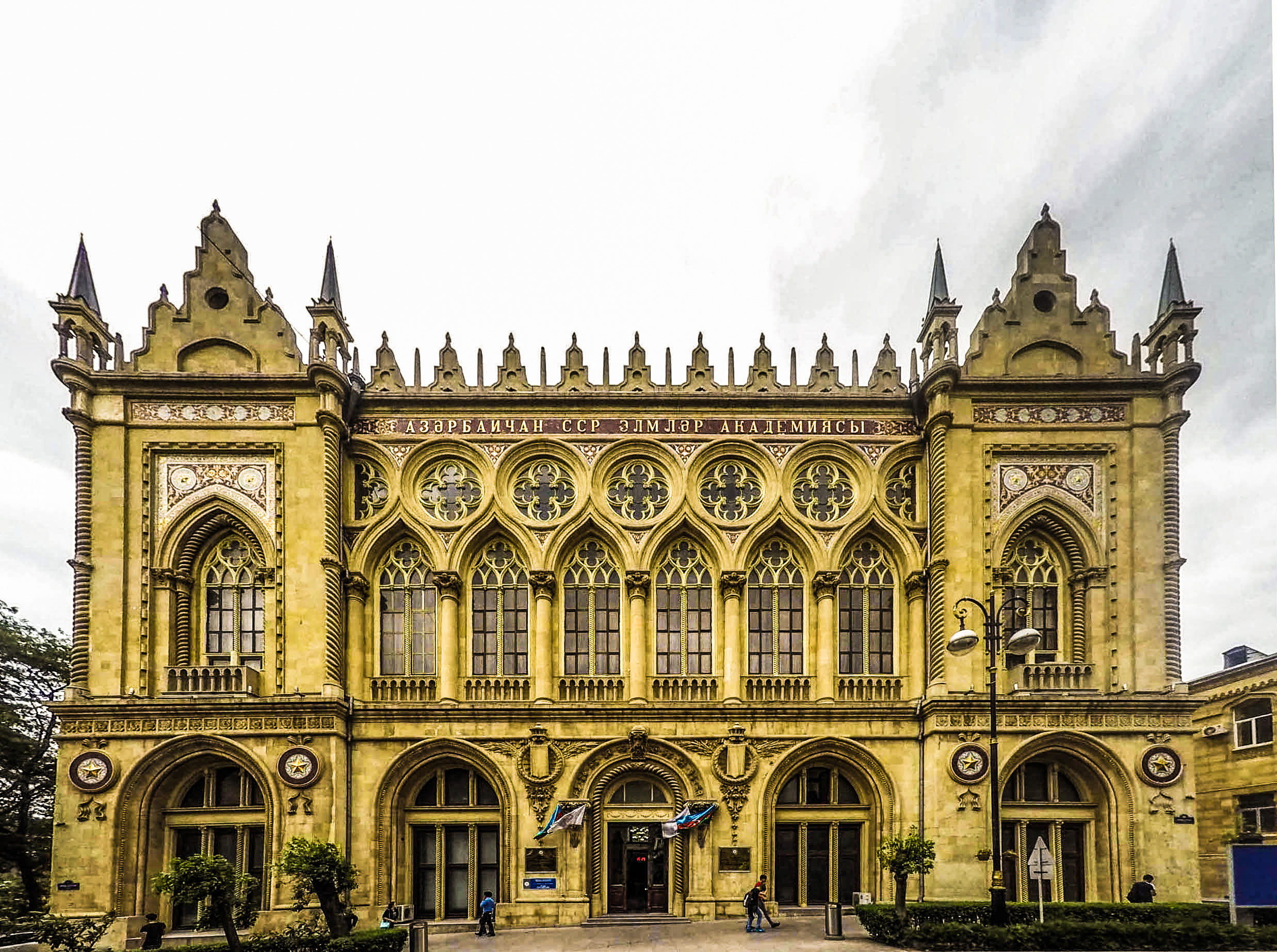
イスマイリヤ宮殿（英語版）、バクー
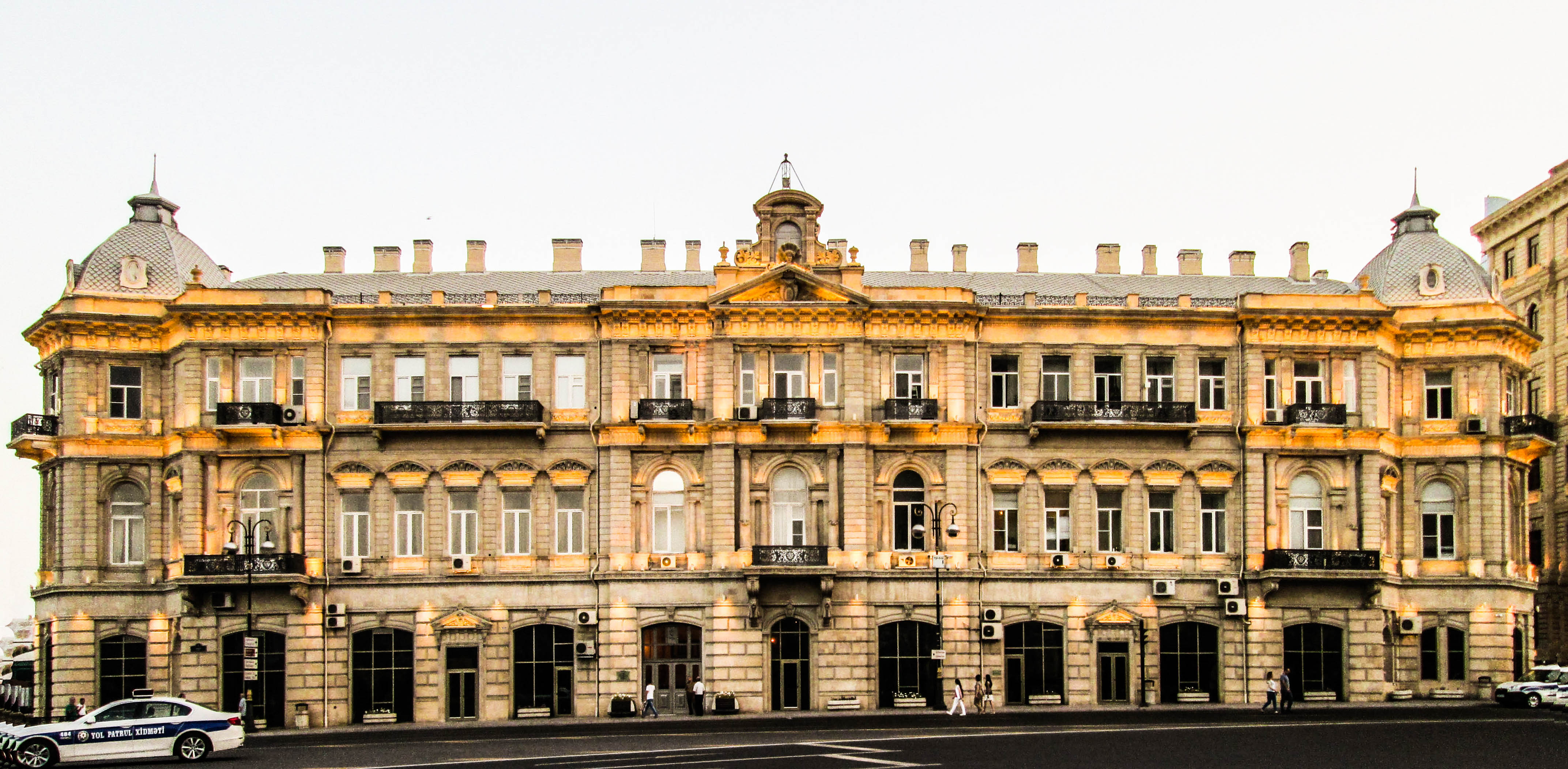
セイド・ミルババエフ宮殿（英語版）、バクー
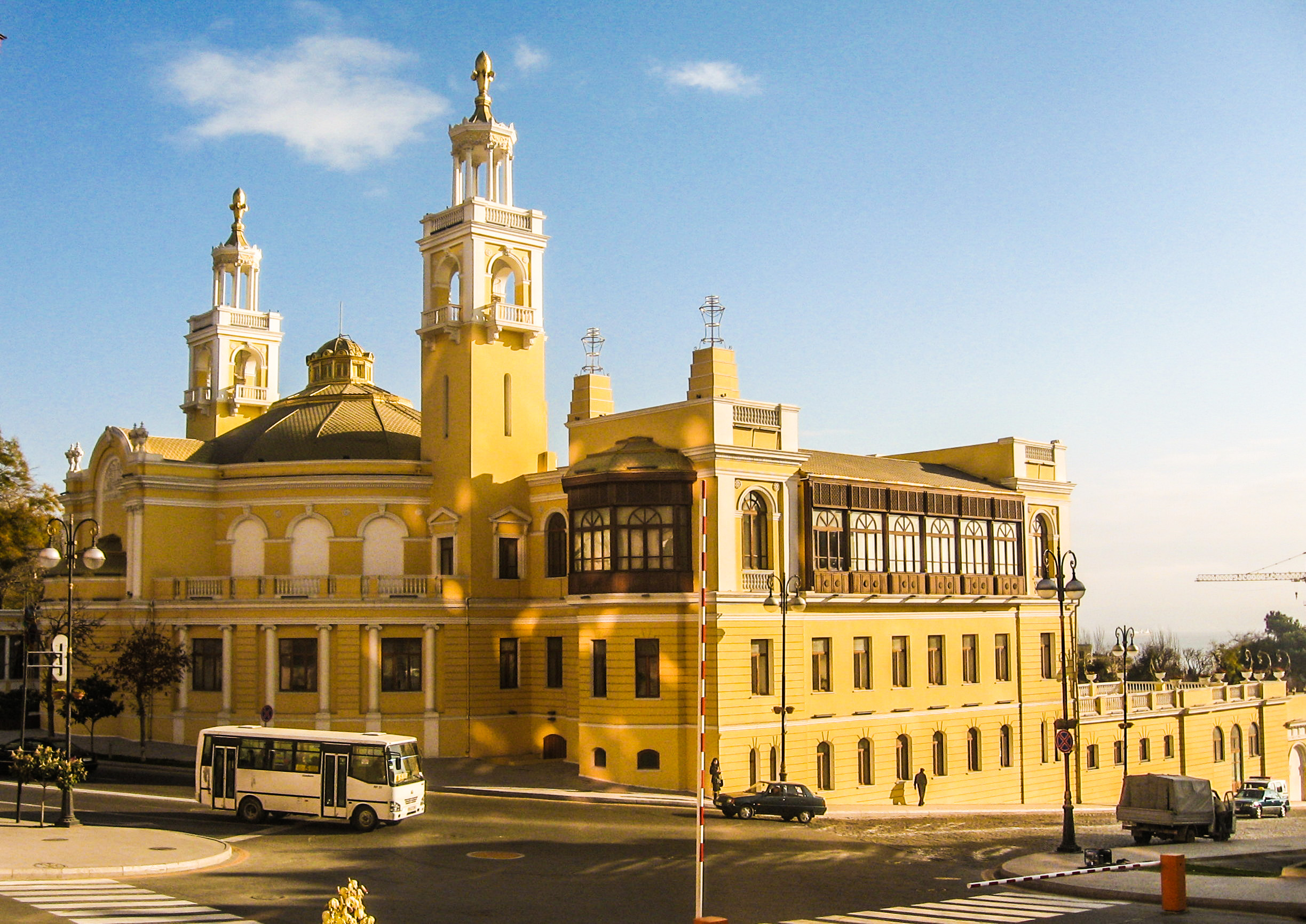
アゼルバイジャン国立フィルハーモニック・ホール（英語版）
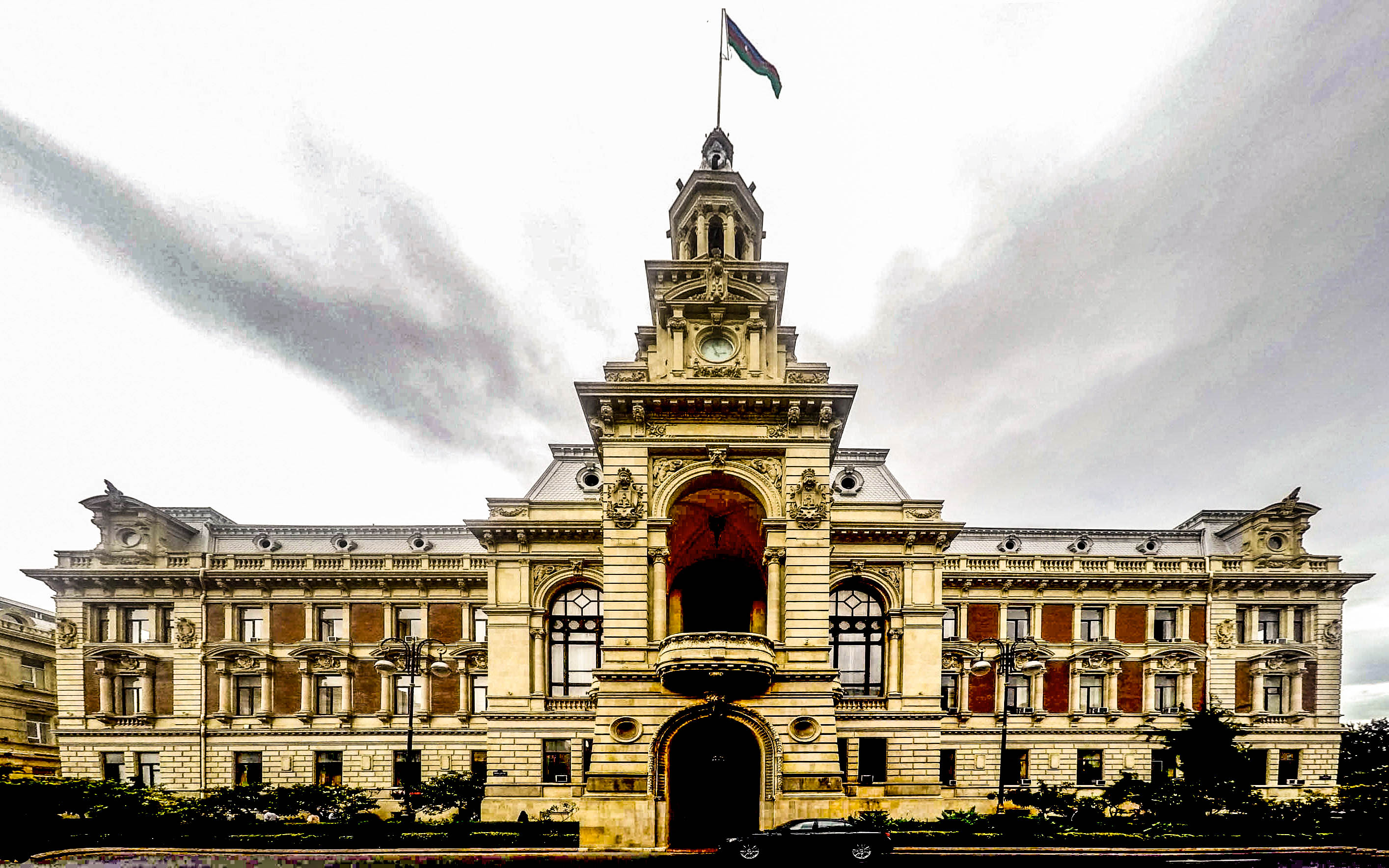
Building Mayoralty of Baku
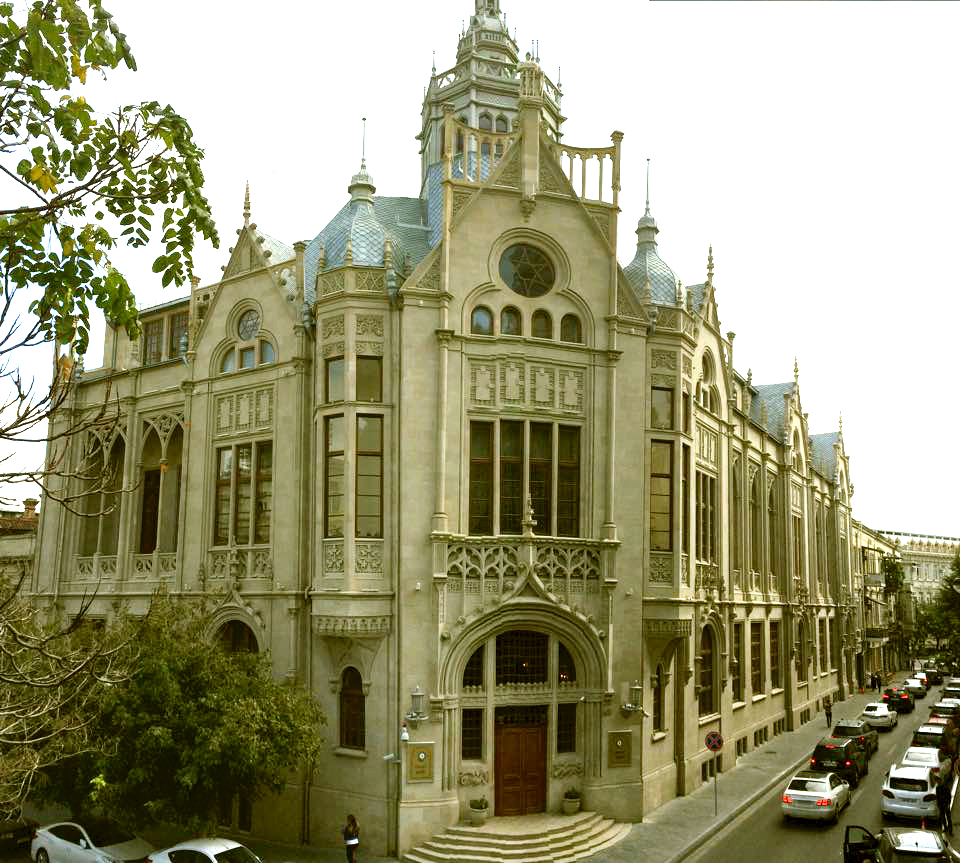
喜びの宮殿（英語版）
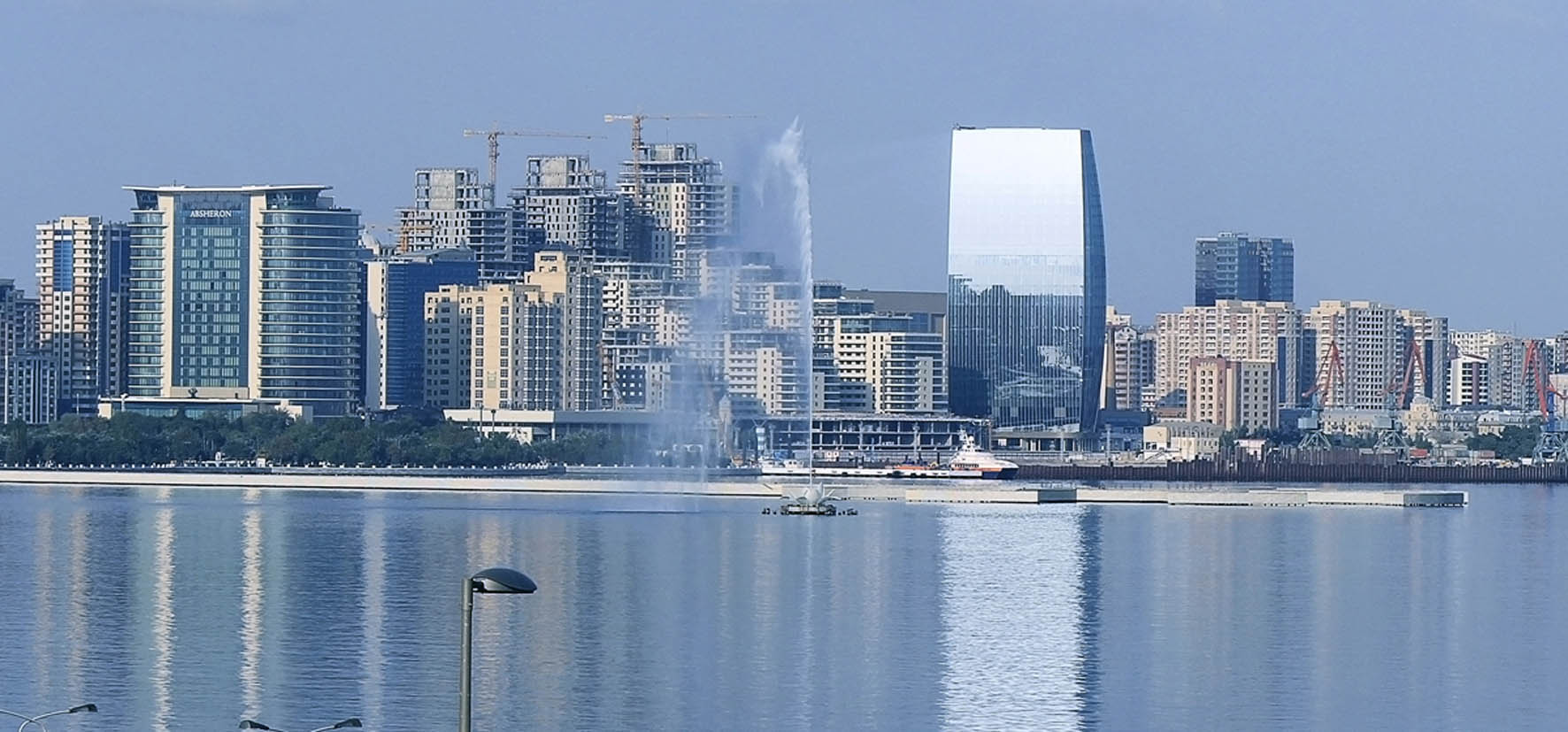
Port Baku TowersとPort Baku Residence